# Батимастеры

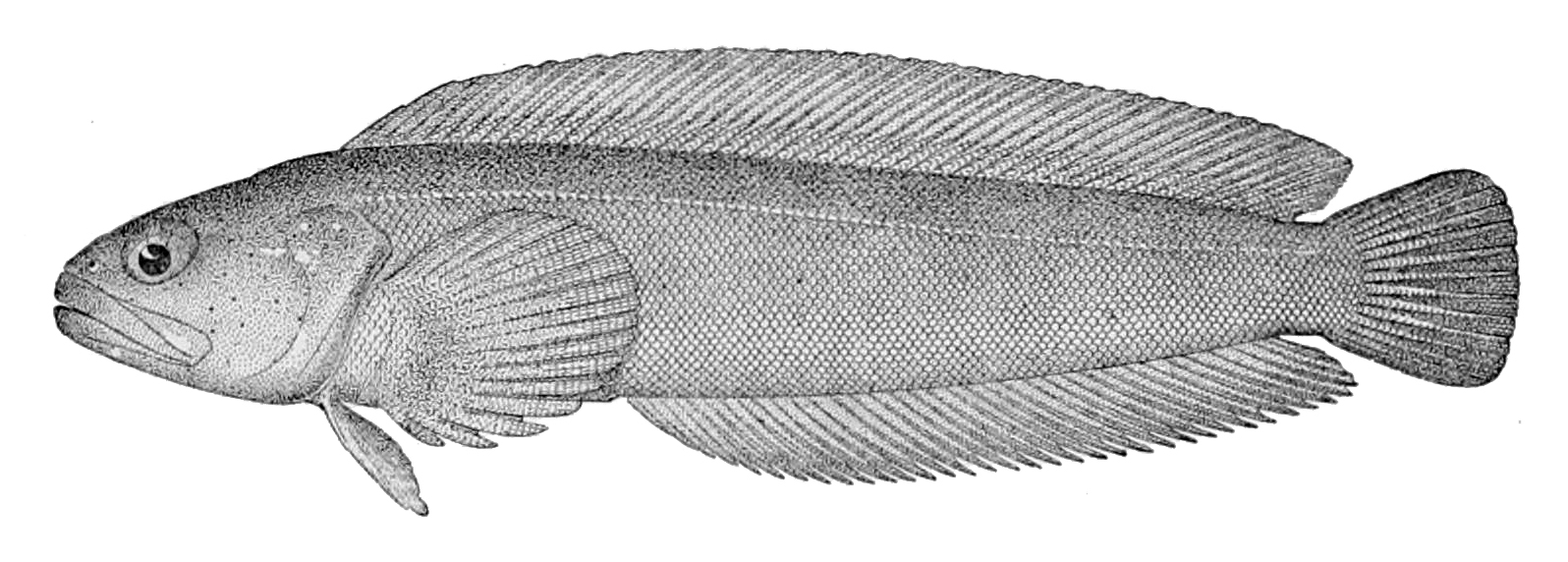
Bathymaster caeruleofasciatus

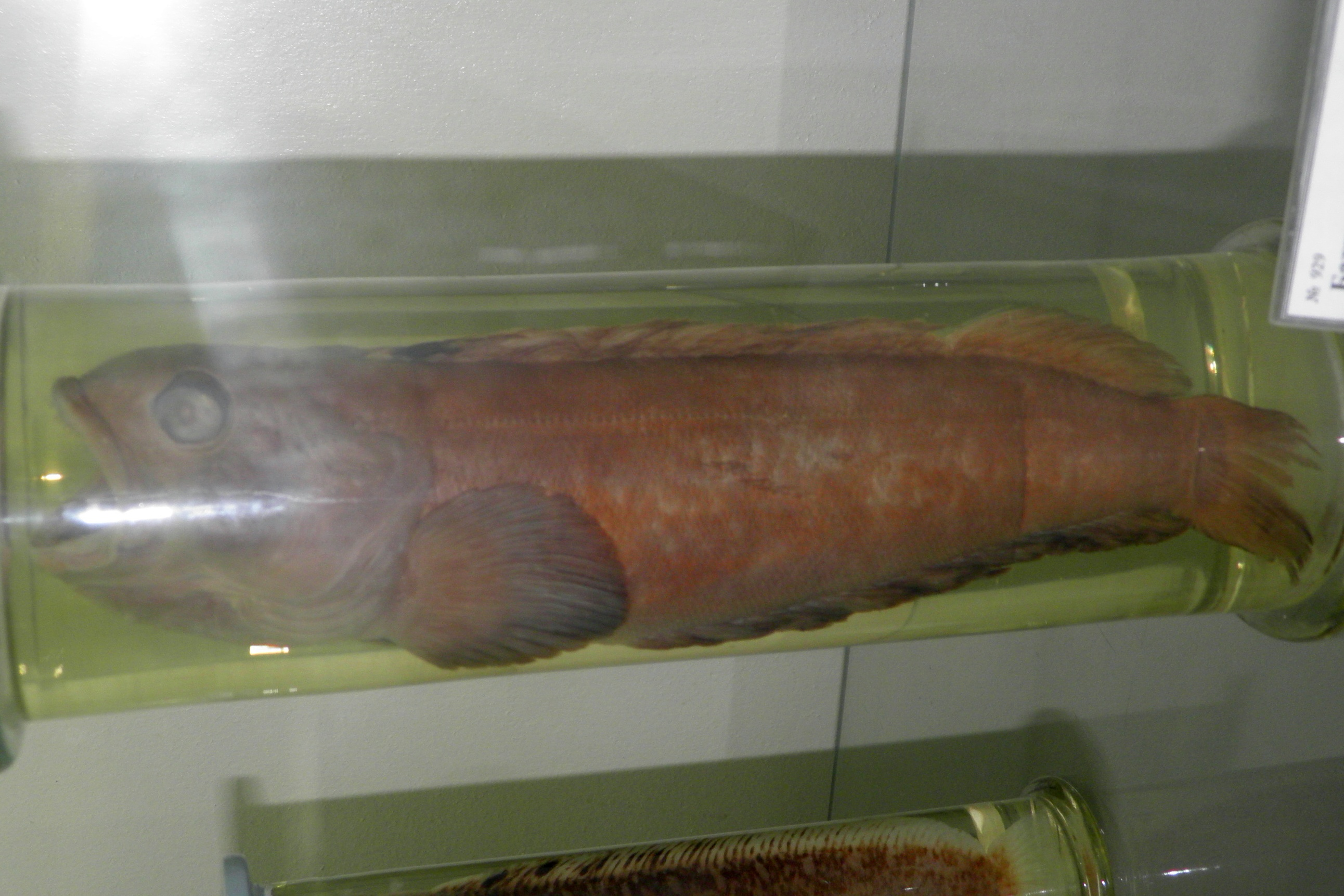
Bathymaster derjugini

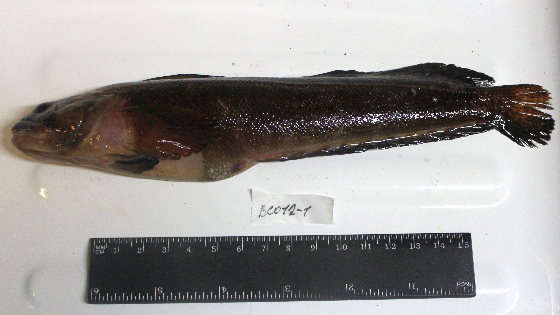
Bathymaster leurolepis

Батимастеры (лат. Bathymaster) — род морских лучепёрых рыб из семейства батимастеровых отряда скорпенообразных. Встречаются в прибрежных водах северной части Тихого океана от Британской Колумбии до Японского моря.

## Таксономия
Род Bathymaster был впервые предложен как монотипический в 1873 году американским палеонтологом и биологом Эдвардом Дринкером Коупом, когда он описал типовой вид Bathymaster signatus из Ситки, Аляска. Род отнесен к семейству Bathymasteridae, которое входит в подотряд Zoarcoidei отряда Scorpaeniform. Название рода Bathymaster можно перевести с греческого как «глубокий искатель».

## Внешний вид и строение
Отличаются от других представителей семейства отсутствием чешуи на щеках и жаберных крышках. На нижних челюстях от 5 до 6 пор, а поры на предкрышке сгруппированы в соотношении 8:1:1. В боковой линии имеется от 83 до 102 пористых чешуек, и они не больше по размеру, чем близлежащие чешуйки. Спинной плавник не сплошной, первый спинной плавник имеет 3 мягких шипа. Самый крупный вид — Bathymaster signatus с максимальной опубликованной общей длиной 38 см, а самый маленький — Bathymaster derjugini, максимальная опубликованная общая длина которого составляет 18 см.

## Распространение и среда обитания
Встречаются в северной части Тихого океана от штата Вашингтон на север и запад до Хоккайдо и залива Петра Великого. Обнаружены на глубине до 300 м, но обычно встречаются в мелких прибрежных водах на глубинах не более 200 м. Это донные холодноводные рыбы.

## Систематика
В состав рода включают следующие виды:
- Bathymaster caeruleofasciatus Gilbert & Burke, 1912 — Аляскинский батимастер[1]
- Bathymaster derjugini Lindberg, 1930 — Пятнистый батимастер Дерюгина
- Bathymaster leurolepis McPhail, 1965 — Малоротый батимастер
- Bathymaster signatus Cope, 1873 — Беринговоморский батимастер[1]